# Mount Bevilacqua
Mount Bevilacqua ist ein 1343 m hoher und hauptsächlich eisfreier Berg im ostantarktischen Viktorialand. In der Saint Johns Range ragt er 2,5 km nördlich des Mount Evans auf, wo zwei y-förmig aufeinander zulaufende Gebirgskämme sich treffen.
Das Advisory Committee on Antarctic Names benannte den Berg 2008 nach Charles A. Bevilacqua (1930–2016) vom Civil Engineer Corps der Seabees, der maßgeblich an der Errichtung der ersten McMurdo-Station und der ersten Amundsen-Scott-Südpolstation beteiligt war.